# Róbert Nagy (Cellist)
Róbert Nagy (* 19. März 1966 in Makó) ist ein ungarischer Musiker. Er war bis Februar 2020 Solocellist der Wiener Philharmoniker und bis 2018 Hochschullehrer an der Universität für Musik und darstellende Kunst in Wien.

## Karriere
Im Alter von sieben Jahren (1973) begann Nagy Cello zu spielen. Mit 12 Jahren gewann er den ersten Preis beim Landeswettbewerb für junge Cellisten. Ab 1979 studierte er an der Franz-Liszt-Musikakademie Budapest bei Csaba Onczay und Miklós Perényi und absolvierte 1989 (Diplom mit Auszeichnung). 1987 wurde er erstmals von Claudio Abbado als Solist für das Gustav Mahler Jugendorchester engagiert. 1989 übersiedelte er nach Wien und studierte an der Wiener Musikhochschule bei Wolfgang Herzer. Von 1990 bis 1992 wirkte er als Solocellist des Tonkünstler-Orchesters Niederösterreich. 1992 bis 2020 war er Mitglied des Orchesters der Wiener Staatsoper. 1996 trat er dem Verein der Wiener Philharmoniker bei. 1994 debütierte er als Solist in Japan. Am 10. November 2006 wurde der Róbert-Nagy-Fanklub im Imperial Hotel in Tokio gegründet.

## Weitere Aktivitäten
1995 war Nagy Gründungsmitglied des Wiener Philharmonia Trios. Seit 1999 ist er Mitglied im Wiener Belvedere Trio. Zwischen 1999 und 2005 war er Cellolehrer am Wiener Konservatorium. Seit 2005 wirkt er als Solocellist. Von 2009 bis 2018 war Nagy Universitätsprofessor an der Universität für Musik und darstellende Kunst in Wien. Zu seinen Schülern gehören neben vielen anderen Sebastian Bru, Alexandra Kahrer, Barna Karoly, Stephan Koncz, Clemens Kropfitsch und Bence Temesvári.
2012 wurde Nagy Mitglied des Küchl-Quartetts und wirkt auch im Steude-Quartett, darüber auch in Formationen von drei oder vier Cellisten.
Nagy ist mit der Pianistin Éva Kardos verheiratet.

## Aufnahmen
Hungaroton Classic
- Johann Georg Albrechtsberger (2002)
- Joseph Eybler, Ignaz Pleyel (2004)
- Haydn

Camerata
- Mozart, Schubert
- Schubert
- Mozart, Franz Krommer
- Johannes Brahms
- Ludwig van Beethoven
- Adalbert Gyrowetz, Franz Danzi
- Michael Haydn
- Saverio Mercadante

Preludio
- Pearls
- Mozart

Egyéb
- Voicelle
- Mittenwald

## Stipendien
- Nationaler Wettbewerb Junge Cellisten, 1. Preis (1978)
- Dávid Popper Cello-Wettbewerb 1. Preis (1988)
- nemzetközi Florian-díj (Velence, 1989)